# Domenico Nordio
Domenico Nordio (Piove di Sacco, 21 marzo 1971) è un violinista italiano.

## Biografia
Allievo, fra gli altri, di Corrado Romano e di Michèle Auclair, ha cominciato la carriera giovanissimo vincendo il Concorso Internazionale "Viotti" di Vercelli del 1987 (con Yehudi Menuhin presidente di giuria); le successive affermazioni ai Concorsi "Thibaud" di Parigi, "Luis Sigall" di Viña del Mar e "Eurovision Young Musicians" di Amsterdam (terzo classificato, ma unico italiano premiato nella storia del concorso) gli hanno dato immediata popolarità.
Violinista di fama internazionale e membro della famiglia Nordio, ha suonato nei teatri più prestigiosi (Carnegie Hall di New York, Teatro alla Scala di Milano, Barbican Center di Londra, Orchestra filarmonica di San Pietroburgo, Salle Pleyel di Parigi, Concertgebouw di Amsterdam, Filarmonica di Mosca, Suntory Hall di Tokyo e Teatro Colón di Buenos Aires) sotto la guida di illustri direttori d'orchestra quali Pinchas Steinberg, Peter Maag, Claus Peter Flor, Yuri Temirkanov, Jean-Claude Casadesus, Sergiu Comissiona, Stanislaw Skrowaczewski e lo stesso Yehudi Menuhin.
Ha una vasta discografia e incide per Decca  e Sony Classical . Dal 2005 dirige il Concorso Internazionale di Violino "Città di Brescia". Dal 2011 è Testimonial del Progetto "Friends of Stradivari" della Fondazione Stradivari di Cremona. È editorialista della Rivista Musicale "Archi Magazine".
Nel 2012 è stato Presidente della Giuria del Concorso internazionale di composizione "2 Agosto" a Bologna.

## Discografia recente
- Mozart, Concerti per violino (Velut Luna)
- Mendelssohn, Concerti per violino (Amadeus)
- Ysaÿe, Sonate op.27 (Decca)
- Brahms, Sonate per violino e viola (Decca)
- "Capriccio", Recital (Decca)
- Respighi, Dallapiccola e Petrassi, Concerti per violino (Sony Classical)
- Casella e Castelnuovo Tedesco, Concerti per violino (Sony Classical)
- Busoni e Malipiero, Concerti per violino (Sony Classical)